# Fekete Villám avagy Zúg a Volga
A Fekete Villám avagy Zúg a Volga (Csornaja Molnyija/Black Lightning) egy 2009-ben bemutatott orosz akció-fantasy film. 
Alekszandr Vojtyinszkij és Dmitrij Kiszeljov rendezte.
Oroszországban 2009. december 31-én mutatták be.
Magyarországon csak DVD-n jelent meg: 2010. július 14.

## Történet
|  | Alább a cselekmény részletei következnek! |

Egy sikeres üzletember – aki titkon maffiózó – a Moszkva alatt található gyémántokig igyekszik lefúrni, azonban a fúró kiég. Az egyik tudós a szovjet tudósok által feltalált "nano-katalizátort" szeretné használni, ami nagyobb energiát biztosít, mint az atomenergia, amit jelenleg a fúráshoz használnak. A fúrásnak megvan az a veszélye, hogy elpusztul a város, a vállalkozót azonban ez nem érdekli.
A labor, ahol a katalizátor volt, titkos. Két munkás egy régi gépkocsit talál egy földalatti raktárban, amit kihúznak és megegyeznek, hogy eladják. Ugyanakkor Gyima, egy szegény egyetemista és barátja megismerkedik az új tanulóval, Nasztyával. Este édesapjával beszélget erről, aki elmeséli, hogy régen hogyan jelzett Gyima édesanyjának. Megállt a villamossal a könyvtár előtt, háromszor villantott és dudált. Gyima minden vágya, hogy szerezzen egy saját kocsit. Születésnapjára édesapja egy autóval ajándékozza meg Gyimát, aki csalódottan veszi észre, hogy a jármű egy kopott, öreg, fekete Volga. A fiú látszólag boldogan ül be (mert a családja az ablakból nézi), elhajt egy másik utcába, ott leparkol és a buszmegállóba igyekszik, ahol egy részeg öregembert segít fel, de Gyima már nem tud felszállni a buszra, ezért elkésik az előadásról. Az egyetemen éppen Viktor Alekszandrovics – a nano-katalizátort kereső üzletember – tart előadást és elbeszélget Gyimával.
Gyima munkát szerez és megfogadja az üzletember tanácsát, nem segít többé senkinek. Eközben meglelik a raktárat és rájönnek, hogy a katalizátor a Volgában volt. Két ügynököt küld ki a városba, hogy keressék meg a Volgát. Aznap Gyima az édesapját viszi haza, aki kiszáll a kocsiból és visszaszerzi egy asszony táskáját egy tolvajtól. A fia felháborodik, hogy miért segít neki. Az apja kiszáll a Volgából és gyalog megy tovább. Gyima folytatja munkáját, amikor Viktor Alekszandrovics emberei próbálják megállítani és ellenőrizni a Volgát. Gyima megkönnyebbülve látja, hogy eltűnt a terepjáró mögüle. Hirtelen elé vágnak, Gyima ijedtében lenyomja a jobb és bal oldali pedált, a Volga pedig a levegőbe emelkedik. Gyima 30 méteres magasságban száguld a Volgával, majd pár gumiabroncson landol egy elhagyott gyárépületben. Ijedten hagyja ott a kocsit.
A Volgában talált képek és hanglemez segítségével megtalálja a feltalálókat. Az idős házaspárnak azt mondja, hogy a "Moszkvai ifjúság" című újság küldte. Megtudja, hogy egy Holdon talált kőzet alakítja át a közönséges benzint "nano-üzemanyaggá", ami egy milliószor annyi energiát tartalmaz, mint korábban, valamint azt, hogy ha kikapcsol a katalizátor, egy tartalék tartály segítségével még 30 percen át képes repülni. Gyima indulna, amikor az asszony kezébe nyomja a Volga használati utasítását. A fiú másnap közlekedési dugóban köt ki, még munkaadója is noszogatja. Előveszi az útmutatót. Lapozgatja, és véletlenül bekapcsolja a rendőrségi rádiót. Végül felemelkedik, kinyitja a szárnyakat és pár perc alatt sikerül megszelídítenie a lebegő Volgát. Munkaadója furcsállja, hogy az utóbbi hetekben ő a leggyorsabb. Gyima az édesapjáért indul egy buszmegállóba, akit megállítanak és a tolvajt kérik, hogy azonosítsa. A fiú úgy tesz, mintha nem ismerné, majd mikor elcsendesedik az utca, leszúrja a férfit. A fiú telefonon beszél. Egy hölgy fut oda hozzá és segítséget kér, de a fiú csak annyit mond: „A mentő ingyen van”. Mikor látja, hogy bekanyarodik a mentő, Gyima utána rohan és látja, hogy saját apját hagyta cserben, aki közben meghalt.
A Volga kint áll az esőben, Gyima hallgatja a rádiót. Kigyulladt egy ház, a Volga pedig pár perc múlva nekirepül a háznak és kiment egy gyermeket. Később megállít egy páncélozott járművet. Rövid idő alatt Moszkva hősévé válik, mint a Fekete Villám. Nasztyát is megmenti egy leeső jégcsaptól, a kocsiból azonban kihullik egy csokor, amit ki kellett volna szállítania, ezt Gyima barátja, Makszim küldte a lánynak, ezért a lány azt hiszi, hogy Makszim a Fekete Villám.
Alekszandrovics igyekszik kicsalogatni, hogy megszerezze a nano-katalizátort. Összehívja a Volga alkotóit, hogy egy Mercedesből egy tartály nano-üzemanyaggal építsenek egy felfegyverzett gépet. A gép el is készül, az üzemanyaggal pedig jó pár óráig a levegőben maradhat. Perepjolkin, az idős kutató későn jön rá, hogy feleségével egy őrültnek csinálták a repülő gépkocsit. Felszalad a 40 emeletes épület tetejére, onnan próbálja figyelmeztetni az embereket és Gyimát. A fiú elindul, ám a felfegyverzett autó egy háznak szorítja, míg Viktor kitépi belőle a nano-katalizátort. Dmitrij és az erejétől megfosztott Volga a folyóba zuhan, ahol bekapcsolja a tartalék üzemanyag tartályt, és még időben landol a fúrónál, hogy leállítsa. Kiszabadítja a fúróhoz kötözött három tudóst, hogy elpusztítsák a katalizátort. Ezt Viktor is látja egy képernyőn és zsarolja a fiút, hogy hozza vissza a katalizátort, vagy Nasztyának esik baja.
A két lebegő autó a Vörös tér fölött áll meg egymással szemben. A Mercedes ajtaja kinyílik, ezzel jelzi Gyimának, hogy kidobja Nasztyát, ha nem kapja meg a gépet. Gyima kinyújtja a katalizátort, majd hármat villant, és dudál. Nasztyának eszébe jut, amit a fiú mondott neki: három villantás azt jelenti, hogy „gyere”, és kiugrik a kocsiból. A fiú elkapja és leteszi az emberek között. A Volgával nekihajt a Mercedesnek és az űrbe tolja ki a kocsit, majd az utolsó másodpercben bekapcsolja a fék hajtóművet és kilövi Viktort, aki a roncs Mercedesben ragad Föld körüli pályán. Mivel a Volga tartalék tartálya is kifogyott, az jegesedve zuhan lefelé, ekkor Gyima kinyitja az ejtőernyőt. A légkörben kiolvadt és felforrósodott Volga csendesen egy emeletes ház tetején landol.
|  | Itt a vége a cselekmény részletezésének! |

## Szereplők
- Grigorij Dobrigin – Gyima, a Fekete Villám
- Jekatyerina Vilkova – Nasztya
- Viktor Verzsbickij – Kupcov, a vállalkozó
- Ivan Zsidkov – Maksz
- Szergej Garmas – Gyima apja
- Kátya Sztarsova – Gyima húga
- Jelena Valjuskina – Gyima anyja
- Dato Bahtadze – virágos vállalkozó
- Valerij Zolotuhin – Perepjolkin, tudós, a nano-átalakító feltalálója
- Jekatyerina Vasziljeva – tudós, a nano-átalakító társ-feltalálója
- Juozasz Budrajtisz – tudós, a nano-átalakító társ-feltalálója

## Külső hivatkozások
- Hivatalos oldala
- PORT.hu
- IMDb